# Storia del Partito della Rifondazione Comunista (1991-1993)
La Storia del Partito della Rifondazione Comunista dal 1991 al 1993 comprende il primo periodo di vita del Partito della Rifondazione Comunista nato dopo lo scioglimento del Partito Comunista Italiano e comprende il periodo di movimento e poi di costruzione del partito fino alle dimissioni da segretario nazionale di Sergio Garavini. Questo biennio coincide con l'ultimo periodo della cosiddetta I Repubblica.

## 1991: la fase costituente
Il Movimento per la Rifondazione Comunista (MRC), o meglio Congresso del Movimento per la Rifondazione Comunista in Italia fu costituito formalmente il 3 febbraio del 1991, nella sala E dell'edificio della Fiera di Rimini, dove si svolgeva il XX e ultimo congresso del Partito Comunista Italiano e il I del Partito Democratico della Sinistra.
Nel novembre 1989, dopo il crollo del Muro di Berlino, Achille Occhetto, segretario generale del Partito Comunista Italiano, lanciò la cosiddetta svolta della Bolognina, ovvero la proposta di trasformare il partito in una forza politica socialdemocratica.
In dissenso alla proposta di Occhetto (mozione Dare vita alla fase costituente di una nuova formazione politica) si formarono due gruppi di militanti e dirigenti che il 21 dicembre presentano mozioni congressuali proprie: la mozione 2 (Per un vero rinnovamento del Pci e della sinistra) del presidente del partito Alessandro Natta, di Pietro Ingrao, Aldo Tortorella e Lucio Magri per un rinnovamento culturale senza rinnegamento; la mozione 3 Per una democrazia socialista in Europa di Armando Cossutta e Gian Mario Cazzaniga filosovietica, per il rinnovamento e il rafforzamento del partito senza mutamenti ideologici. La mozione Natta-Ingrao inizierà la propria battaglia congressuale con l'assemblea di Bologna del 29 dicembre. Nasceva così il cosiddetto «fronte del no».
Le mozioni vengono sconfitte avendo ottenuto il 33% dei delegati, tuttavia dal 1990 e nel corso del 1991 iniziò un confronto politico tra i dirigenti del futuro MRC, diversi intellettuali marxisti e aree della Nuova sinistra: Il manifesto (quotidiano gestito dal gruppo dell'ex-Partito di Unità Proletaria per il Comunismo di Lucio Magri) e soprattutto Democrazia Proletaria, secondo partito comunista dopo il PCI, alla cui sinistra si collocava. L'assemblea comune più famosa fu quella del 28-30 settembre 1990 ad Arco (In nome delle cose. Materiali per la rifondazione comunista), la quale se da un lato fece emergere l'indisponibilità degli ingraiani a promuovere una scissione in caso di sconfitta, portò il 5 novembre 1990 all'accordo per il decisivo XX congresso del PCI di presentare una mozione unica del no (Per la rifondazione comunista).
Il 6 gennaio del 1991, pochi giorni prima del XX (e ultimo) congresso di Rimini, si tenne al Teatro Eliseo l'assemblea nazionale dei comitati per la rifondazione comunista Per una autonoma presenza comunista in Italia, la quale preannunciava l'intenzione di una parte del no di non voler aderire al futuro Partito Democratico della Sinistra: dunque o federazione col PDS o scissione definitiva.
L'ultimo congresso del PCI vide la mozione Ingrao-Cossutta indietreggiare al 26%. Il 3 febbraio 1991 il congresso votò per lo scioglimento del PCI. Una novantina su 332 delegati della mozione del no decise sotto la guida di Armando Cossutta e Sergio Garavini di non aderire al PDS e di dar vita a un nuovo partito comunista. Gli altri del no costituiranno nel PDS la corrente dei Comunisti Democratici guidata da Tortorella.
Dunque quello stesso 3 febbraio sette rappresentanti (Armando Cossutta, Sergio Garavini, Lucio Libertini, Ersilia Salvato, Rino Serri, Guido Cappelloni e Bianca Bracci Torsi) dei 90, mettono tutto nero su bianco presso lo studio notarile di Sante Fabbrani Bernardi a Rimini. In quel momento si cerca di ricostituire il PCI, tentando di strappare anche il vecchio simbolo al neonato PDS che lo mantiene rimpicciolito nel proprio nuovo logo, ma da questo punto di vista l'operazione fallisce. Infatti, dopo un'inevitabile querelle giudiziaria, si decide di assumere come nome del partito quello della mozione che si opponeva allo scioglimento, e il 25 febbraio a Roma verrà legalmente registrato il Movimento per la Rifondazione Comunista.
Il 13 aprile il gruppo del Manifesto-PdUP per il Comunismo (Lucio Magri, Luciana Castellina, Famiano Crucianelli, Luciano Pettinari) si decide a lasciare il PDS e inizierà ad avvicinarsi all'MRC.

### I cossuttiani

Armando Cossutta

La maggior parte de promotori dell'MRC sono dirigenti e membri della corrente cossuttiana, reduci da un decennio di lotta politica interna al PCI. Sebbene formalmente vietata dal centralismo democratico che proibiva le frazioni e anche oggetto, in alcuni casi, di provvedimenti disciplinari, la corrente di Cossutta era, in realtà, organizzata e operante in tutto il territorio nazionale con referenti nelle regioni e almeno nelle città principali e manteneva contatti e legami con personalità e organizzazioni della sinistra comunista italiana, esterne al PCI. I cossuttiani (destinati a costituire l'ossatura iniziale e negli anni a venire del MRC prima e del PRC successivamente) erano considerati e definiti, dalla maggioranza del PCI, "filosovietici". Essi, pur rifiutando questo appellativo, criticavano in realtà la politica estera del PCI e giudicavano il suo progressivo distacco dall'URSS e dal campo socialista come foriero della perdita della identità comunista e come progressiva abdicazione alla lotta di classe. I cossuttiani criticavano la maggioranza del PCI per una politica troppo "morbida" nel conflitto sociale in Italia e per i crescenti cedimenti a vedute e ideologie di carattere liberale o liberista.
La corrente di Cossutta si costituisce formalmente e segretamente nel 1980, dopo la polemica del suo leader contro la posizione del PCI sui fatti di Polonia e ingloba il gruppo di Intestampa (rivista comunista di informazione alternativa) che ne costituirà, negli anni a seguire, il "nocciolo duro".
Il gruppo di Intestampa, promosso dal gruppo di "secchiani" lombardi di Arnaldo Bera, Alessandro Vaia e Giuseppe Sacchi insieme ad altre figure del PCI (ex parlamentari ed ex dirigenti regionali e locali del partito) e a intellettuali e personalità indipendenti, si era dotata, a partire dalla metà degli anni settanta, di una estesa rete organizzativa che ruotava attorno alla rivista la quale, a sua volta, poteva contare su alcune migliaia di abbonati. La corrente di Cossutta potrà allargarsi e consolidarsi utilizzando i collegamenti e la rete di Interstampa, grazie alla azione politica del suo leader, Cossutta, e alla tessitura organizzativa di Guido Cappelloni.
Il gruppo dei secchiani lombardi, negli anni precedenti, era stato emarginato da Armando Cossutta, quando costui sostituì alla guida del PCI milanese il Segretario Giuseppe Alberganti, figura mitica di ex partigiano. I secchiani e i loro eredi, consumeranno (forse inconsapevolmente) una sorta di vendetta postuma, schierandosi con Bertinotti nella polemica e nello scontro con Cossutta e votando con il primo, risultando determinanti, nella riunione del Comitato Centrale di PRC che, nell'autunno del 1998 decise a maggioranza la caduta del primo governo Prodi.

### Dall'esecutivo provvisorio al primo Congresso
La vita del MRC comincia con la costituzione di un esecutivo provvisorio con Cossutta, Garavini, Ersilia Salvato, Lucio Libertini, Rino Serri, Guido Cappelloni, Bianca Bracci Torsi, Peppe Napolitano e Sandro Valentini. Garavini viene eletto coordinatore nazionale all'unanimità.
Il 9 febbraio viene costituito un "Gruppo Comunista" al Senato in cui entrano, insieme a Cossutta, Salvato, Serri e Libertini, che ne diviene il capogruppo, Stojan Spetic, Girolamo Tripodi, Luigi Meriggi, Salvatore Crocetta, Angelo Dionisi, Giuseppe Vitale, Paolo Volponi. Il giorno dopo si tiene la prima manifestazione al Teatro Brancaccio di Roma. La scena si ripeterà identica il 24 febbraio al Teatro Lirico di Milano.
Il 7 marzo la senatrice Maria Fida Moro lascia la DC per aderire all'MRC.
Pur essendo un movimento in divenire e senza mezzi (tutto il patrimonio del PCI spettava legalmente al PDS), il MRC si butta subito a capofitto nella lotta politica e sociale, e già il 5 maggio tiene una manifestazione al Palazzetto dello Sport di Roma, mentre a Milano si preferisce fare un grande corteo il 29 giugno.
A maggio si vota per le elezioni amministrative in 28 comuni, ma Rifondazione presenta proprie liste solo in 9 località dove ottiene, comunque, un buon risultato che lascia intendere che Rifondazione può contare sul 6% dell'elettorato. Nuove elezioni amministrative si tengono il 6 e 16 giugno e il 24 novembre, tra cui le regionali in Sicilia. Ovunque i risultati sono incoraggianti e non mancano sorpassi sul Pds. Bettino Craxi, segretario del Partito Socialista Italiano, in quei giorni confida a Cossutta che, stando a questi primi test elettorali, Rifondazione avrebbe fatto strada.
Dopo la fuoriuscita ad aprile del gruppo ex-PdUP di Magri e Castellina dal PDS per aderire al MRC, Magri a maggio diventa presidente del gruppo DP-Comunisti alla Camera dei deputati, mentre la Castellina, in quanto europarlamentare, permette all'MRC di avere la sua prima rappresentanza in Europa.
Dal 6 al 9 giugno Democrazia Proletaria, allora guidata da Giovanni Russo Spena, tiene a Riccione il suo VIII e ultimo congresso, alla fine del quale decide di sciogliersi e confluire nel MRC. Si tratta di una decisione importante perché è vero che DP del 1991 è quasi inconsistente, ma al nuovo partito apporterà sedi, mezzi e una prima rappresentanza democratica in molte realtà locali.
Il 15 settembre confluisce nel Mrc anche il Partito Comunista d'Italia (marxista-leninista).
L'8 ottobre viene inviato un messaggio di solidarietà in cirillico ai comunisti russi.
Il 12 ottobre a Roma sfila un serpentone rosso di centomila comunisti da Piazza Esedra, al Colosseo, fino a Piazza Santi Apostoli, al grido di «l'opposizione torna in piazza». Quel giorno viene distribuito il primo numero del settimanale del Movimento, Liberazione. Il successo dell'operazione spingerà i tanti titubanti del PDS a richiedere l'impeachment per il Presidente della Repubblica Francesco Cossiga per l'Gladio.
Il 30 novembre Rifondazione comunista con il Pds, il Partito Radicale e La Rete, denuncia in sede di commissione parlamentare il Presidente della Repubblica Cossiga, chiedendone l'impeachment, per aver difeso la legittimità della struttura Stay-behind nel corso di un discorso ai Carabinieri.
Dal 12 al 15 dicembre si può finalmente tenere il I congresso del Partito della Rifondazione Comunista. La precarietà del Movimento è relativamente finita e a dimostrarlo sono anche i 1.300 delegati al palazzo dei Congressi dell'Eur a rappresentare 113 federazioni. Apre i lavori un discorso di saluto dello scrittore comunista Paolo Volponi. Al congresso parteciperanno tutti i partiti italiani, eccetto il Movimento Sociale Italiano e la Lega Nord. Il congresso decide, oltre al mutamento del nome, anche di istituire la figura del segretario nazionale e quella del presidente (rispettivamente Garavini e Cossutta). Il parlamentino del partito sarà il Comitato Politico Nazionale (Cpn), erede del vecchio Comitato Centrale del PCI. Vengono inoltre autorizzate le correnti organizzate (vietate nel PCI dal centralismo democratico) in nome della democrazia interna e nel tentativo di rifondare il comunismo anche con queste semplici operazioni.
Dopo il congresso inizia il primo tesseramento come PRC. Nella tessera appare una citazione di Karl Marx voluta da Armando Cossutta e da allora replicata ogni anno: «Il comunismo non è per noi uno stato di cose che debba essere instaurato, un ideale al quale la realtà dovrà conformarsi. Chiamiamo comunismo il movimento reale che abolisce lo stato di cose presente».
Si delibera che per il PRC sarà prioritaria «la lotta contro la svolta a destra sul piano istituzionale - la richiesta di impeachment contro Cossiga ma anche la opposizione ai referendum di Segni; il rifiuto del sindacato-istituzione con lo sviluppo di una lotta a fondo contro la finanziaria e le posizioni della Confindustria; il no alla NATO trasformata in una santa alleanza dei paesi ricchi».
Ma il congresso non si conclude serenamente.

## 1992: nasce il Prc

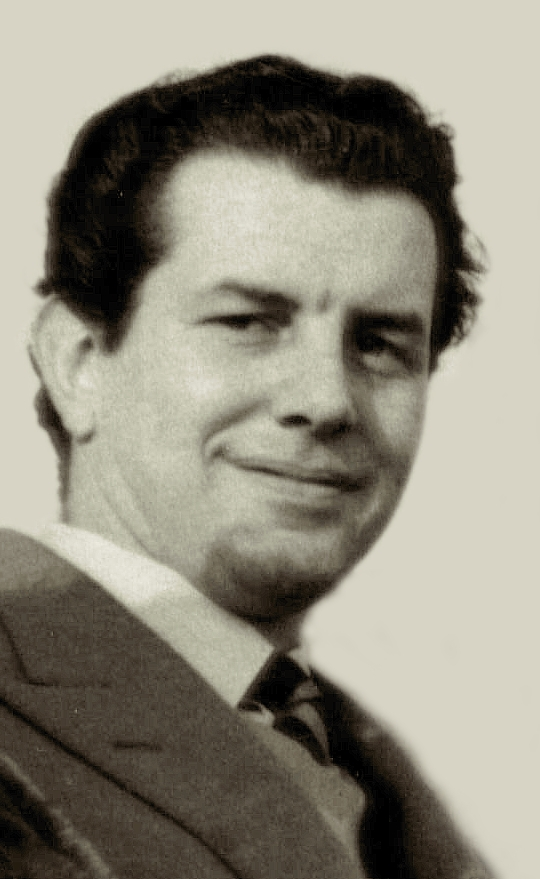
Sergio Garavini

Al primo congresso rifondista si registrano scontri di varia natura, alcuni previsti e prevedibili, altri meno. Il risultato è che il congresso si chiude quasi con un nulla di fatto e l'inizio di trattative estenuanti. Il 19 gennaio 1992 i delegati del congresso si riuniscono nuovamente per eleggere segretario e presidente del partito. Il Prc è finalmente nato.
Il 1992 è anche il primo anno senza URSS e dunque il primo anno post-comunista per tutti. Con questo clima l'Italia va alle urne il 5 e 6 aprile per rinnovare il Parlamento. Alle elezioni il Prc partecipa dopo un sofferto braccio di ferro col Ministero dell'Interno che non voleva accettare il suo simbolo, contestando in particolare la presenza al suo interno della dicitura Partito Comunista. Alla fine la Cassazione dà il via libera e il Prc raccoglie oltre 2 milioni di voti (5,6%) alla Camera e si piazza come quinta forza del Paese.
Ma gli eventi incalzano. Tangentopoli spinge i partiti a ripensarsi o a sparire e, dopo il referendum di Mario Segni del 18 aprile 1993, l'Italia abroga il sistema elettorale proporzionale puro per introdurne uno prevalentemente maggioritario. Il tutto malgrado il Prc avesse lottato nel referendum per il "No".
La politica cambia vorticosamente. Il 6 giugno si torna alle urne per rinnovare molte amministrazioni comunali, ma per la prima volta con l'elezione diretta del sindaco. Per il Prc è l'ennesimo successo e a Milano e Torino con una media del 13% raccoglie più voti del Pds e della Dc.
Il 17 e il 29 ottobre il Prc vota contro la ratifica del Trattato di Maastricht.

## La fine della segreteria Garavini
Ma di lì a poco il Prc ha una duplice fase d'arresto. La prima è data da uno scontro molto acceso tra Cossutta e Garavini, perché dentro il partito ci si incomincia a chiedere se conti di più il presidente o il segretario. Garavini, dal canto suo, forza i meccanismi decisionali e ben presto viene accusato di «leaderismo».
Il 19 maggio 1993 la Direzione Nazionale boccia la proposta di Garavini di un'unità d'azione col Pds in vista di un'alleanza che potrebbe portare la sinistra al governo. La bocciatura suona come una sfiducia al segretario che, alla fine, rassegnerà le dimissioni il 27 giugno 1993, quando una sua proposta sarà nuovamente bocciata dalla Dn. Si decide così di convocare un nuovo congresso e a redigere le tesi congressuali di maggioranza sarà Lucio Libertini, ma questi, improvvisamente, muore il 7 agosto, lasciando il suo lavoro incompiuto e un grande sconforto in tutto il Prc.
Fino al II congresso, per sette mesi, il Prc viene retto collegialmente da un direttorio di sette persone.

## Arriva Fausto Bertinotti
Nel 1993 Rifondazione non è l'unico partito di sinistra a sentirsi travagliato, visto che nel Pds le cose non vanno tanto meglio. Lo si capisce meglio il 10 maggio quando Fausto Bertinotti lascia polemicamente il Pds insieme ad altri 30 sindacalisti CGIL.
Bertinotti è in quel momento il leader della corrente massimalista e minoritaria Essere sindacato della CGIL, ed è un socialista massimalista i cui maestri sono «Pietro Ingrao, Riccardo Lombardi, Rossana Rossanda, Vittorio Foa e papa Paolo VI». E infatti nel 1991, allo scioglimento del Pci, aveva preferito «rimanere nel gorgo», cioè nel Pds, come consigliato da Ingrao.
Bertinotti si giustificherà quel 10 maggio 1993 così: «Ho deciso di staccarmi dopo l'astensione (del Pds, ndr) sul Governo Ciampi». Ma aggiunge: «Rispetto lo sforzo fatto da Rifondazione comunista, ma non mi sento attratto».
Dunque, lì per lì, l'addio di Bertinotti al Pds non sembra destinato a influire sulla storia del Prc. Anche perché in quel momento Bertinotti è più per rilanciare una «sinistra di opposizione, di alternativa e anticapitalistica» (espressione in cui il sindacalista include Rifondazione, il manifesto, i "circoli comunisti", il volontariato, gli "autoconvocati"), attraverso un «luogo» dove tutte le sinistre possano incontrarsi.
Al contempo Bertinotti non crede ad «un processo che rimetta insieme i cocci della sinistra». Commenterà il pdiessino di sinistra Gavino Angius: «Non si capisce peraltro dove Bertinotti intenda politicamente collocarsi».
Bertinotti però si fa subito duro coi suoi ex-compagni pidiessini: «Occhetto e D'Alema sono i nuovi nipotini di Craxi». Oppure: «Il Pds appoggia di fatto chi presiede all'ortodossia del mercato, all'espressione del valore di scambio, la moneta». Critica, cioè, che si tratti di un partito con spiccata «vocazione di governo». Il progetto occhettiano è dunque «fallito». Il 15 maggio sarà Pietro Ingrao a lasciare il Pds.
Rifondazione e Bertinotti sembrano destinati a non unirsi. Poi, il 17 settembre, la svolta: Bertinotti è pronto ad entrare nel Prc e Cossutta lo vuole subito segretario, anche se dovrà essere il congresso del gennaio 1994 a decidere. Ora Bertinotti vuole «costruire una sinistra radicale e anticapitalistica, un'aggregazione capace di candidarsi anche come forza di governo in nome dell'alternativa».
Alla notizia Garavini dirà: «Se Bertinotti entra io dico evviva. Ma dico anche che la scelta spetta al congresso. La cosa decisiva non è su chi sarà chiamato a fare il segretario, ma su come il congresso chiarirà i problemi di orientamento che sono sorti e che hanno provocato anche il mio allontanamento dalla segreteria. Ricordo che il partito, che non a caso si chiama della "Rifondazione comunista", è nato non come un vecchio blocco ideologico, ma come un'associazione tra diversi che si oppongono a questo sistema politico ed economico».
In ottobre Bertinotti è ufficialmente iscritto al Prc.
Il 23 gennaio 1994 Fausto Bertinotti diventa il secondo segretario nazionale di Rifondazione Comunista, grazie a un accordo tra Cossutta e Magri. In Cpn Bertinotti ottiene il voto favorevole di 160 membri su 193.